# Міжгір'я (Білогірський район)
Міжгі́р'я (до 1945 року — Баксан, крим. Baqsan) — село в Україні, у Білогірському районі Автономної Республіки Крим. Підпорядковане Зеленогірській сільській раді.
Після депортації кримських татар село Баксан разом з іншими перейменоване на російський манер — Межгорье.

## Історія
Село Баксан, утворене злиттям трьох поселень: Ашага, Орта і Юхари Баксан, хоча, можливо, спочатку це були окремі парафії-маале одного села. Перша документальна згадка сіл зустрічається в Камеральному Описі Криму … 1784 року, судячи з якого, в останній період Кримського ханства в Аргинському кадилику Карасьбазарського каймаканства значилися 3 села: Ашагі Бахсан, Бахсан та Юкари Бахсан та окремих поселень. Після анексії Криму Російською імперією (8) 19 квітня 1783 , (8) 19 лютого 1784, іменним указом Катерини II сенату, на території колишнього Кримського Ханства була утворена Таврійська область і село було приписано до Сімферопольського повіту . Після Павлівських реформ, з 1796 по 1802 рік, входила до Акметецького повіту Новоросійської губернії. За новим адміністративним поділом, після створення 8 (20) жовтня 1802 Таврійської губернії , Баксани були включені до складу Аргінської волості Сімферопольського повіту.
У Відомості про всі селища в Сімферопольському повіті, що складаються зі свідченням у якій волості скільки числом дворів і душ … від 9 жовтня 1805, записаний Ашага-Баксан — з 14 дворами і 77 жителями все виключно — кримські татари. На військово-топографічній карті генерал-майора Мухіна 1817 позначено село Баксан з 27 дворами. Після реформи волосного поділу 1829 року, згідно з «Відомістю про казенні волості Таврійської губернії 1829 року», у складі перетвореної Аргінської волості, чилився Ашага-Баксан . На карті 1836 в селі 100 дворів, як і на карті 1842
У 1860-х роках, після земської реформи Олександра II, села приписали до Зуйської волості. У «Списку населених місць Таврійської губернії за даними 1864 року», складеному за результатами VIII ревізії 1864 року, татарське село Ашага-Баксан — 7 дворів, 40 жителів і мечеттю при річці Бурульче (на триверстовій карті Шуберта одне село Баксан, всього 26 дворів). На 1886 рік у селі Ашага-Баксан, згідно з довідником «Волости і найважливіші селища Європейської Росії», проживало 157 осіб у 30 домогосподарствах, діяла мечеть і лавка. У «Пам'ятній книзі Таврійської губернії 1889», за результатами ревізії 1887 записаний Ашага-Баксан з 42 дворами і 207 жителями.
Після земської реформи 1890-х років село залишилося у складі перетвореної Зуйської волості. На карті 1890 знову позначено одне село Баксан з 170 дворами і татарським населенням. Згідно З «… Пам'ятною книжкою Таврійської губернії на 1892 рік», в селі Ашага-Баксан, яка входила в Аргинску сільську общину, значилося 103 жителя в 21 домогосподарстві, що володіли спільно ще й з жителями сіл Орта-Баксан, Конрат і Кайнаут 455 десятин землі. По «…Пам'ятній книжці Таврійської губернії на 1902 рік» в Ашага-Баксані вважалося 103 мешканця в 21 дворі. На 1914 в селищі діяла земська школа. За Статистичним довідником Таврійської губернії. ч. Друга. Статистичний нарис, випуск шостий Сімферопольський повіт, 1915 рік , у селі Ашага-Баксан Зуйської волості Сімферопольського повіту було 20 дворів з татарським населенням у кількості 87 осіб приписних жителів і 7 — «сторонніх».
Після встановлення в Криму Радянської влади, за постановою Кримревкому від 8 січня 1921 була скасована волосна система і село увійшло до складу новоствореного Карасубазарського району Сімферопольського повіту, а в 1922 повіти отримали назву округів. 11 жовтня 1923 року, згідно з постановою ВЦВК, до адміністративного поділу Кримської АРСР було внесено зміни, внаслідок яких округи ліквідувалися, Карасубазарський район став самостійною адміністративною одиницею і село включили до його складу. Згідно зі Списком населених пунктів Кримської АРСР по Всесоюзного перепису 17 грудня 1926 року в селі Ашага-Баксан, в складі Баксанського сільради Карасубазарського району, значилося 53 двору, все селянські, населення становило 241 осіб, з них 224 кримських татарина, 16 кримських циган, 1 записаний в графі «інші» . Після утворення 10 червня 1937 року Зуйського району, Баксан разом із сільрадою включили до його складу. Надалі у доступних документах фігурує один Баксан. За даними всесоюзного перепису населення 1939 в селі проживало 705 осіб . У період окупації Криму, 13 та 14 грудня 1943 року, в ході операцій «7-го відділу головнокомандування» 17 армії вермахту проти партизанських формувань, була проведена операція із заготівлі продуктів з масованим застосуванням військової сили, в результаті якої село Баксан було спалено і все жителі вивезені до Дулагу 241.
1944 року, після кримської операції згідно з Постановою ДКО № 5859 від 11 травня 1944 року, 18 травня кримські татари з Баксану були депортовані до Середньої Азії. 12 серпня 1944 року було прийнято постанову № ГОКО-6372с «Про переселення колгоспників у райони Криму», на виконання якої в район приїхали перші новосели (212 сімей) з Ростовської, Київської та Тамбовської областей, а на початку 1950-х років була друга хвиля переселенців з різних областей України . Указом Президії Верховної Ради РРФСР від 21 серпня 1945 року Баксан був перейменований на Міжгір'є і Баксанську сільраду — на Міжгірську. З 25 червня 1946 Міжгір'я у складі Кримської області РРФСР. 26 квітня 1954 року Кримська область була передана зі складу РРФСР до складу УРСР. В 1959 Зуйський район ліквідували і село знову включили до складу Білогірського. Час скасування Міжгірської сільради поки не встановлено: на 15 червня 1960 року село вважалося у складі Ароматнівської сільської ради, до 1968 року — у складі Зеленогірської . За даними перепису 1989 року в селі проживало 313 осіб . З 12 лютого 1991 року село у відновленій Кримській АРСР, 26 лютого 1992 року перейменованою в Автономну Республіку Крим. З 21 березня 2014 окупована Росією.

## Відомі люди
- Головатенко Людмила Іванівна — депутат Верховної Ради УРСР 11-го скликання.